# Étienne Giroult
Étienne Giroult est un homme politique français né en 1756 à Chérencé-le-Héron (Manche) et décédé le 10 décembre 1793 au Mesnil-Garnier (Manche).
Administrateur du district d'Avranches, il est député de la Manche de 1791 à 1792, siégeant avec la minorité. Poursuivi comme contre-révolutionnaire, il se suicide pour ne pas être capturé.

## Sources
- « Étienne Giroult », dans Adolphe Robert et Gaston Cougny, Dictionnaire des parlementaires français, Edgar Bourloton, 1889-1891 [détail de l’édition]